# Casalegno
Casalegno é uma comuna da província de Santa Fé, na Argentina. Segundo censo de 2010, havia 158 habitantes.